# Ashland (Wisconsin, nagyváros)
Ashland nagyáros (city) az USA Wisconsin államában, Ashland megyében (melynek megyeszékhelye is) és Bayfield megyében. Lakosainak száma 7908 fő (2020. április 1.).

## Népesség
A település népességének változása:

| 2010 | 8 216 |
| 2020 | 7 908 |